# Jindřín
Jindřín (německy Schwarzwald, 535 m n. m.) je zalesněný vrch mezi obcemi Radkovice, Horšice a Dolce, nacházejícími se jihovýchodně od města Přeštice v okrese Plzeň-jih. Zhruba půl kilometru východně od kóty 535 prochází silnice II/230, spojující Přeštice a Nepomuk.
Na vrcholu Jindřína bylo pravěké hradiště. Jeho zbytky jsou chráněné jako  kulturní památka ČR.